# コジマキッド
JC戦士コジマキッドは、岡山県倉敷市児島青年会議所が作り上げたローカルヒーロー。2017年12月31日をもって活動終了した。
児島青年会議所コジマキッド部会が中心となり活動を行っており、基本的に全てメンバーの手作業にて行われていた。

## 活動履歴
- 2008年
  - 環境問題・モラルの向上を若年層に訴えるイメージキャラクターとして誕生。清掃活動を行う。
  - 倉敷ケーブルテレビ出演
  - テレビせとうち千客万来!家族的食堂出演
  - 秋のせんい児島瀬戸大橋まつり出演
- 2009年
  - 県南の子供たちのゆきまつり、くらしきツーデーマーチ、坂出塩まつり出演。また多くの保育園でショーを行う。
  - 秋のせんい児島瀬戸大橋まつり出演
- 2010年 キャラクターフェスティバル in おもちゃ王国に出演
- 2017年12月31日をもって活動終了。

## 登場人物
- コジマキッド　児島の子供たちをダリンジャーから守るため児島青年会議所が生み出した。当初コジマン等の名前が検討されたがコジマキッドに落ち着く。
- ダリンジャー 本名サルバトーレ・ダリンジャー。わがままで協調性がなく、やる気がないにもかかわらず児島征服を狙っている。名前は岡山地方の方言「だりぃんじゃー（面倒臭い）」に由来。画家のサルバトーレ・ダリの名前から勝手に付けたらしい。
- ダリー1号 ダリンジャーの部下で細い方。小食。
- ダリー2号 ダリンジャーの部下で太い方。ネットゲームが趣味。
- リジチョウ コジマキッドに指令を送っている児島青年会議所のトップ。一年で交代する。
- ゴジャシマン ダリンジャーに指示を送っている悪の帝王。その姿は確認されていない。名前は岡山地方の方言「ごじゃする（無茶苦茶する）」に由来。

## その他
- コジマキッドの前身として「デニムライダー」というヒーローが登場した事がある。